# تصویر دوریان گری (فیلم ۱۹۱۳)
«تصویر دوریان گری» (انگلیسی: The Picture of Dorian Gray (1913 film)) یک فیلم به کارگردانی فیلیپس اسمالی است که در سال ۱۹۱۳ منتشر شد.